# Elliptisk kohomologi
Inom matematiken är elliptisk kohomologi en kohomologiteori relaterad till elliptiska kurvor och modulära former.